# Jean III Scholastique
Pour les articles homonymes, voir Jean III.
 (mars 2009).
Si vous disposez d'ouvrages ou d'articles de référence ou si vous connaissez des sites web de qualité traitant du thème abordé ici, merci de compléter l'article en donnant les références utiles à sa vérifiabilité et en les liant à la section « Notes et références ».
Jean III le Scholastique fut patriarche de Constantinople du 12 avril 565 à sa mort le 31 août 577. Il est considéré comme un saint par l'Église orthodoxe orientale.

## Carrière
Il était natif de Sirimis, près d'Antioche, et commença par être avocat (σχολαστικός) dans cette dernière ville. Ayant été ordonné, il devint spécialiste des questions juridiques dans l'Église d'Antioche, et constitua un nouveau code de droit canonique dans lequel les décrets des conciles n'étaient plus rangés chronologiquement, mais par matière, en cinquante parties. Il ajouta quatre-vingt-neuf canons tirés des actes du concile de Sardique et de la Lettre canonique de Basile de Césarée. Plus tard, à Constantinople, il publia un Nomocanon qui était un abrégé de son ouvrage précédent, mais avec une mise en parallèle de la législation civile, notamment les Novelles de Justinien.
Représentant le patriarcat d'Antioche à Constantinople depuis quelques années, il fut choisi pour remplacer le patriarche Eutychius, démis et exilé par Justinien à la fin janvier 565, à cause de la controverse causée par l'édit impérial sur l'aphthartodocétisme. Habilement, Jean déclara qu'il n'avaliserait l'édit qu'en même temps que les autres patriarches, et on put faire traîner les choses jusqu'à la mort de Justinien, âgé de 83 ans, en novembre. Jean entretint ensuite des relations étroites avec le nouvel empereur, Justin II, dont il favorisa sans doute l'avènement.
L'empereur et le patriarche conduisirent des négociations très ouvertes avec les monophysites, d'abord Théodose d'Alexandrie, installé à Constantinople, qui mourut en juin 566, ensuite les responsables de différentes tendances de la mouvance, y compris Jacques Baradée, poursuivi par la police impériale au temps de Justinien, et les « trithéistes » Conon de Tarse et Eugène de Séleucie. Un édit impérial contenant les termes d'une possible réconciliation fut promulgué en 567, mais il fut rejeté par un synode monophysite réuni à Callinicum. Les négociations se poursuivirent jusqu'à la promulgation en 571 d'un nouvel édit, qui déclarait que la doctrine du concile de Chalcédoine et celle de Sévère d'Antioche revenaient au même. Cet édit fut d'abord contresigné par plusieurs hauts responsables monophysites, dont le patriarche d'Antioche Paul le Noir, mais la base ne suivit pas, et ces responsables se rétractèrent. L'empereur perdit alors complètement patience, fit arrêter les responsables qui avaient retiré leur signature, et lança une nouvelle persécution contre les monophysites.
Pendant cette période, le patriarche avait entre autres choses organisé une réunion autour du traité « trithéiste » du philosophe Jean Philopon, avec d'un côté les évêques Conon de Tarse et Eugène de Séleucie, qui défendaient ce traité, et de l'autre Paul le Noir et un autre évêque monophysite, Étienne de Chypre, qui le condamnaient. Les actes de ce débat font l'objet du codex 24 de la Bibliothèque de Photius. Selon celui-ci (codex 75), Jean publia en 568 un Catéchisme contre lequel Jean Philopon polémiqua ensuite.

### Œuvres conservées
- CPG 7550-7551.